# 802 MORNINGSCAPE
『802 MORNINGSCAPE』（エイトオーツー モーニングスケープ）は、2018年4月2日から2025年3月31日までFM802で放送されていたラジオ番組。DJは飯室大吾。

## 概要
2018年4月の改編から始まった番組。月曜の早朝にちょっと一息つきながら過ごす1時間番組。
2025年4月の改編により、2025年3月31日をもって放送終了となった。後番組は『FM802 & FM COCOLO DUAL MUSIC PROGRAM』としてFM802とFM COCOLO（前者は5時台のみ）で同時放送される『DAYBREAK』で、飯室は続投した。

## 放送時間
月曜日 5:00 - 6:00

## DJ
- 飯室大吾

2022年7月25日は飯室が体調不良で休演したため、豊田穂乃花が代演した。

## コーナー
- 早朝シャキッとクイズ

早朝に頭をシャキっとさせるクイズを飯室が出題するコーナー。出題する内容は放送週によって以下の通りとなっている。
- 1週目:なぞなぞ
- 2週目:音当てクイズ
- 3週目:飯室チャレンジ - 豆掴みやパズル等に飯室がチャレンジして成功するか予想する
- 4週目:曲当てクイズ - カスタネット等の打楽器を鳴らして何の曲か当てるクイズ
- 5週目:上記4種類の中からランダムで出題。